# 塞尔翁-梅尔济库尔
塞尔翁-梅尔济库尔（法語：Servon-Melzicourt，法語發音：[sɛʁvɔ̃ mɛlzikuʁ]）是法国马恩省的一个市镇，属于香槟沙隆区。该市镇于1843年由原市镇塞尔翁（Servon）和梅尔济库尔（Melzicourt）合并而成。

## 地理
塞尔翁-梅尔济库尔（49°12'54"N, 4°50'26"E）面积25.78 平方千米，位于法国大東部大區马恩省，该省份为法国东北部内陆省份，北起阿登省，西北接埃纳省，西南接塞纳-马恩省，南至奥布省，东南接上马恩省，东临默兹省。
与塞尔翁-梅尔济库尔接壤的市镇（或旧市镇、城区）包括：孔代莱索特里、贝尔济约、比纳尔维尔、塞尔奈昂多穆瓦、马尔米、阿戈讷地区圣托马、维埃纳城、维埃纳堡、图尔布河畔维尔。

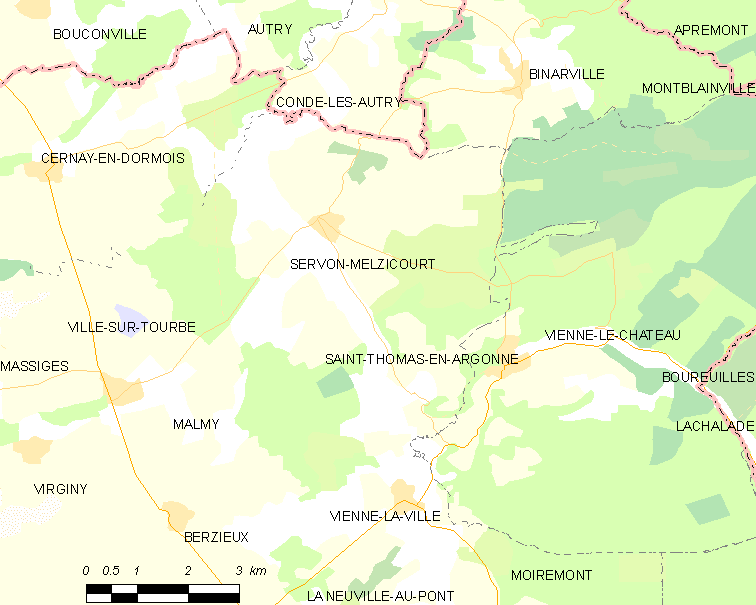
塞尔翁-梅尔济库尔的OSM定位图

塞尔翁-梅尔济库尔的时区为UTC+01:00、UTC+02:00（夏令时）。

## 行政
塞尔翁-梅尔济库尔的邮政编码为51800，INSEE市镇编码为51533。

## 政治
塞尔翁-梅尔济库尔所属的省级选区为阿戈讷-叙普-韦勒县。

## 人口

1962-2008年间塞尔翁-梅尔济库尔人口变化图示

塞尔翁-梅尔济库尔于2022年1月1日时的人口数量为89人。